# マウリシオ・ペジェグリーノ
マウリシオ・ペジェグリーノ（Mauricio Andrés Pellegrino Luna, 1971年10月5日 - ）は、アルゼンチン・コルドバ州出身の元サッカー選手、現サッカー指導者。アルゼンチン代表であった。現役時代のポジションはディフェンダー（センターバック）。マキシミリアーノ・ペジェグリーノは弟であり、彼もセンターバックでプレーする。

## 経歴

### 選手時代

#### クラブ
初期の経歴
1990年にCAベレス・サルスフィエルドからデビューし、クラブの黄金期に4度のリーグ優勝を飾り、1994年にはコパ・リベルタドーレスとインターコンチネンタルカップで優勝を果たした。1998年夏、ルイ・ファン・ハール監督が率いるFCバルセロナにレンタル移籍し、9月12日のCFエストレマドゥーラ戦 (1-0) でデビューした。1998-99シーズンはかなりの試合に起用され、リーグ優勝を果たした。
バレンシアCF
1999年にバレンシアCFに移籍し、キャリア最高の時期を過ごした。同じアルゼンチン人のロベルト・アジャラとセンターバックのコンビを組み、2度のリーグ優勝と2003-04シーズンのUEFAカップ優勝に貢献した。1999-2000シーズンのUEFAチャンピオンズリーグでは決勝に進出したが、レアル・マドリードとの同国対決に0-3で敗れて準優勝に終わった。2000-01シーズンも同大会で決勝に進出し、バイエルン・ミュンヘンとの対戦は120分を戦って勝敗の行方がPK戦に持ち込まれたが、ペジェグリーノはPK戦でペナルティキックを外している。バレンシアCFには6シーズンの間在籍し、200試合近い公式戦に出場した。
リヴァプールFC
2005-06シーズン序盤は所属クラブがなかったが、2005年1月、バレンシアCF時代の恩師であるラファエル・ベニテス監督が率いていたリヴァプールFCと6ヶ月の短期契約を結び。リヴァプールFCに在籍した初めてのアルゼンチン人選手となった。プレミアリーグでは12試合、公式戦通算13試合に出場したが、彼のプレーは契約延長を果たすのに十分なものではなく、2004-05シーズン終了後にクラブを離れた。その後デポルティーボ・アラベスと契約し、2005-06シーズンは13試合に出場したが、チームはセグンダ・ディビシオン（2部）降格に終わった。2006年夏、デポルティーボ・アラベスとの契約満了にともなって現役引退した。

#### 代表
1997年にアルゼンチン代表デビューした。同年中に3試合に出場し、コパ・アメリカ1997のメンバーにも選ばれた。

### 指導者時代
現役引退後の2006年6月、バレンシアCFのカデッテBの監督に就任した。2008年6月30日にはラファエル・ベニテス監督率いるリヴァプールFCのアシスタントコーチに就任し、UEFAチャンピオンズリーグとFAカップ優勝に尽力した。2010年夏までリヴァプールFCで指導し、ベニテスのインテル監督就任とともにインテルのアシスタントコーチに就任した。同年12月、ベニテスの監督解任を受けてペジェグリーノも解任された。
2012年にはエストゥディアンテス・デ・ラ・プラタ監督に就任する可能性もあったが、5月8日、バレンシアCFと2年契約を結んで監督に就任することが発表された。しかし、成績不振のため、2012年12月に解任された。
16-17シーズンからかつて自身が所属したデポルティーボ・アラベスの監督に就任した。
第3節でFCバルセロナを敵地カンプノウで2-1で下すなど、昇格1年目のチームをリーグ9位に導く躍進の立役者となった。また決勝でバルセロナに敗れたものの、クラブ史上2度目のコパ・デル・レイ決勝進出も果たした。
しかしシーズン終了後の2017年5月29日、退任することが発表された。
6月23日、解任されたクロード・ピュエルの後任としてプレミアリーグサウサンプトンFCの監督に就任した。
2018年6月2日、CDレガネスの監督に就任。2018-19シーズンは13位で終えたものの、翌2019-20シーズンは開幕から未勝利が続き、2019年10月21日に解任された。
2020年4月16日、CAベレス・サルスフィエルドの監督に就任した。
2022年11月29日、クルブ・ウニベルシダ・デ・チレの監督に就任した。

## 監督成績
2022年3月21日現在
| クラブ                   | 就任          | 退任           | 記録 | 記録 | 記録 | 記録 | 記録   |
| クラブ                   | 就任          | 退任           | 試   | 勝   | 分   | 敗   | 勝率   |
| ------------------------ | ------------- | -------------- | ---- | ---- | ---- | ---- | ------ |
| バレンシア               | 2012年6月4日  | 2012年12月1日  | 21   | 10   | 4    | 7    | 047.62 |
| エストゥディアンテス     | 2013年4月5日  | 2015年4月14日  | 95   | 39   | 30   | 26   | 041.05 |
| インデペンディエンテ     | 2015年6月4日  | 2016年5月10日  | 41   | 21   | 13   | 7    | 051.22 |
| アラベス                 | 2016年6月26日 | 2017年5月29日  | 47   | 18   | 17   | 12   | 038.30 |
| サウサンプトン           | 2017年6月23日 | 2018年3月12日  | 34   | 8    | 13   | 13   | 023.53 |
| レガネス                 | 2018年6月2日  | 2019年10月21日 | 51   | 13   | 15   | 23   | 025.49 |
| ベレス・サルスフィエルド | 2020年4月17日 | 2022年3月23日  | 78   | 37   | 21   | 20   | 047.44 |
| 合計                     | 合計          | 合計           | 371  | 148  | 114  | 109  | 039.89 |

## タイトル
CAベレス・サルスフィエルド
- プリメーラ・ディビシオン : 1992-93C, 1995-96A, 1995-96C, 1997-98C
- コパ・リベルタドーレス : 1994
- インターコンチネンタルカップ : 1994
- コパ・インテラメリカーナ : 1995
- スーペルコパ・スダメリカーナ : 1996
- レコパ・スダメリカーナ : 1997

FCバルセロナ
- リーガ・エスパニョーラ : 1998-99

バレンシアCF
- リーガ・エスパニョーラ : 2001-02, 2003-04
- スーペルコパ・デ・エスパーニャ : 1999
- UEFAカップ : 2003-04
- UEFAスーパーカップ : 2004